# 洛帕特尼农村居民点
洛帕特尼农村居民点（俄语：Лопатенское сельское поселение）是俄罗斯联邦布良斯克州克林齐区所属的一个农村居民点。其下辖有13个居民点，行政中心为洛帕特尼。据2015年统计，该农村居民点的人口为1156人。